# 朐阳街道
朐阳街道，是中华人民共和国江苏省连云港市海州区下辖的一个乡镇级行政单位。

## 行政区划
朐阳街道下辖以下地区：
西门社区、锦化社区、孔望山社区、香江社区、西门村、园林村、网疃村和孔望山村。